# Benjamin Orr
Benjamin Orzechowski, nome verdadeiro de Benjamin "Ben" Orr (Lakewood, 8 de setembro de 1947 - Atlanta, 3 de outubro de 2000) foi um cantor, compositor e músico estadunidense. 
Foi vocalista da banda de rock The Cars, que fez sucesso no final da década de 70 e, principalmente, na década de 80.

## Carreira
Com ascendência polonesa, russa, tcheca e alemã, Benjamin Orr recebeu influência musical de seus pais, que eram músicos, e ambos incentivaram-no a fazer aulas de piano, bateria, baixo e guitarra. Abandonou os estudos secundários para formar sua primeira banda, The Grasshoppers (Os gafanhotos, em português), que fez razoável sucesso, mas que se separou pouco tempo depois, após dois de seus integrantes terem sido chamados para integrar o Exército norte-americano, e ele se juntaria a outro grupo musical, o Mixed Emotions. Orr chegou a passar um ano e meio no Exército, mas foi liberado em seguida. Chegou a formar outra banda, o Milkwood, que lançou apenas um disco, How's the Weather?, em 1973.
Em 1976, em uma festa na cidade de Columbus, conheceu Ric Ocasek, com o qual formou o grupo de rock The Cars, e ambos se mudaram imediatamente para a cidade de Chicago. Foi durante este período que Benjamin encurtou seu sobrenome, passando a adotar a grafia Orr como nome artístico.
Tocava baixo no grupo The Cars, onde emplacou hits como Just What I Need It, It's Not The Night e All Mixed Up. Mas o maior sucesso do grupo foi Drive, composta por Ric Ocasek e que, no Brasil, fez parte da trilha sonora internacional da novela Livre Para Voar, de 1984. Em 1986, paralelamente à função de baixista do The Cars, Orr lançou seu único disco solo, The Lace, cuja música principal foi um de seus maiores sucessos: Stay The Night. Outra faixa de destaque do álbum foi Too Hot To Stop.
Em 1988, o The Cars se separou, mas Orr seguiu sua trajetória, desta vez oficialmente em carreira solo. Entre 1988 e 1990, chegou a gravar faixas de uma eventual segunda edição de The Lace, em parceria com o guitarrista John Kalishes, mas que não saiu do papel. Orr se reuniu com seus ex-companheiros de The Cars apenas para uma entrevista concedida em Atlanta, que foi incluída para o DVD The Cars Live.
Depois da separação, Benjamin continuou sua carreira musical, e a partir de 1998, formou três grupos musicais: Orr, The Voices Of Classic Rock e Big People, esta em parceria com Jeff Carlisi (ex-38 Special), Derek St. Holmes (que já tocara com Ted Nugent) e Liberty DeVitto (que já tocou nos shows de Billy Joel).

## Morte
Em abril de 2000, Benjamin Orr descobriu que tinha câncer no pâncreas, causando sucessivas internações e problemas de saúde para o músico, que mesmo assim continuava se apresentando em festivais musicais.
Sua última apresentação pública foi em 27 de setembro de 2000, em um concerto do Big People em Anchorage, no Alasca. Orr morreu seis dias depois, aos 53 anos, na noite de 3 de outubro. Ao seu lado estavam ex-integrantes de sua ex-banda e a noiva, Julie Snider.
Em homenagem a Orr, Ric Ocasek compôs e interpretou Silver, música escolhida em forma de tributo ao músico que foi incluída em Nexterday, álbum-solo lançado por Ocasek em 2005.

### Vida pessoal
Orr foi casado duas vezes e teve um filho.

## Discografia
Com o The Grasshoppers
- 1965 - Mod Socks / "Twin Beat"
- 1965 - "Pink Champagne (And Red Roses)" / "The Wasp"

Com o Milkwood
- 1973 - How's the Weather?

Com o The Cars
- 1978 - The Cars
- 1979 - Candy-O
- 1980 - Panorama
- 1981 - Shake it Up
- 1984 - Heartbeat City
- 1985 - Greatest Hits
- 1987 - Door to Door

Em carreira solo
- 1986 - The Lace